# Ecdyonurus aurantiacus
Ecdyonurus aurantiacus is een haft uit de familie Heptageniidae. De wetenschappelijke naam van de soort is voor het eerst geldig gepubliceerd in 1839 door Burmeister.
De soort komt voor in het Palearctisch gebied.